# Paraguays fodboldlandshold
Paraguays fodboldlandshold er det nationale fodboldhold i Paraguay. Det administreres af Asociación Paraguaya de Fútbol. Holdet har syv gange deltaget ved VM, med tre deltagelser i 1/8-finalerne. Dette opnåede man i henholdsvis 1986, 1998 og 2002. Specielt i 1998-slutrunden markerede holdet sig positivt, og var i 1/8-finalen meget tæt på at besejre de senere vindere fra Frankrig, der dog vandt kampen 1-0 på et golden goal. Efter turneringen blev både målmanden José Luis Chilavert og forsvarsspilleren Carlos Gamarra udtaget til slutrundens All-star hold. Ved VM i fodbold 2010 nåede holdet til kvartfinalen, hvor det tabte 0-1 mod Spanien
33 gange har Paraguay deltaget i det sydamerikanske mesterskab Copa América og to gange vundet turneringen. Deres første triumf kom i 1953, hvor man i finalen besejrede nabolandet Brasilien med 3-2. Paraguayanernes anden turneringssejr, der kom i 1979, blev sikret efter finalesejr på 3-1 over Chile.
Paraguay har desuden to gange været med til OL, og i 2004-legene i Athen var dette med stor succes, da holdet nåede frem til finalen, der dog blev tabt til Argentina. Det var den eneste medalje landet vandt ved det OL. Ved OL i Barcelona i 1992, deltog man også, men blev slået ud i kvartfinalen.

## Resultater

### VM
| VM   | Resultat          |
| ---- | ----------------- |
| 1930 | Indledende runde  |
| 1934 | Deltog ikke       |
| 1938 | Deltog ikke       |
| 1950 | Indledende runde  |
| 1954 | Ikke kvalificeret |
| 1958 | Indledende runde  |
| 1962 | Ikke kvalificeret |
| 1966 | Ikke kvalificeret |
| 1970 | Ikke kvalificeret |
| 1974 | Ikke kvalificeret |
| 1978 | Ikke kvalificeret |
| 1982 | Ikke kvalificeret |
| 1986 | 1/8-finale        |
| 1990 | Ikke kvalificeret |
| 1994 | Ikke kvalificeret |
| 1998 | 1/8-finale        |
| 2002 | 1/8-finale        |
| 2006 | Indledende runde  |
| 2010 | Kvartfinale       |

## Flest landskampe
| Navn                    | Tidsrum      | Antal kampe/mål |
| ----------------------- | ------------ | --------------- |
| Carlos Gamarra          | 1993-2006    | 110 (12)        |
| Roberto Acuña           | 1993-2006    | 97 (5)          |
| Denis Caniza            | 1996-present | 94 (1)          |
| Celso Ayala             | 1993-2003    | 85 (6)          |
| José Saturnino Cardozo  | 1991-2006    | 82 (25)         |
| Roberto Fernández       | 1976–1989    | 78 (0)          |
| Juan Bautista Torales   | 1979–1989    | 77 (1)          |
| José Luis Chilavert     | 1989-2003    | 74 (8)          |
| Estanislao Struway      | 1991-2002    | 74 (4)          |
| Carlos Humberto Paredes | 1998-2008    | 74 (10)         |
| Julio César Enciso      | 1995-2004    | 70 (2)          |

## Flest landsholdsscoringer
| Navn                    | Tidsrum   | Antal mål/kampe |
| ----------------------- | --------- | --------------- |
| José Saturnino Cardozo  | 1991-2006 | 25 (82)         |
| Roque Santa Cruz        | 1999-2008 | 20 (64)         |
| Saturnino Arrúa         | 1969–1980 | 13 (26)         |
| Julio César Romero      | 1979–1986 | 13 (32)         |
| Gerardo Rivas           | 1921–1926 | 12 (32)         |
| Carlos Gamarra          | 1993-2006 | 12 (110)        |
| Miguel Ángel Benítez    | 1996–1999 | 11 (29)         |
| Roberto Cabañas         | 1981-1993 | 11 (28)         |
| Juan Bautista Villalba  | 1945–1947 | 10 (22)         |
| Aurelio González        | 1924–1937 | 10 (23)         |
| Carlos Humberto Paredes | 1998-2008 | 10 (72)         |
| Salvador Cabañas        | 2003-     | 10 (45)         |
| Marcial Barrios         | 1939-1949 | 10 (?)          |

## Kendte spillere
- Roberto Acuña
- Edgar Barreto
- José Luis Chilavert
- Carlos Gamarra
- Carlos Humberto Paredes
- Roque Santa Cruz
- Nelson Valdez
- Celso Ayala
- José Ariel Núñez
- Miguel Almirón